# 坦德拉努
坦德拉努（Tandrano）為位在馬達加斯加的城鎮，由阿齊莫-安德列發那區安卡祖阿布縣（Ankazoabo District）管轄。2001年人口普查估計該城鎮人口約有9,000人。
該城鎮僅有小學。該城鎮有52%的居民為農民，另外有45%的居民從事畜牧業。稻米為該城鎮最主要的作物，而其他主要作物還有玉米以及木薯等。另外從事服務業的居民僅佔該城鎮人口總數的1%，從事漁業的居民佔該城鎮人口總數的2%。